# Синод противостоящих
Греческая православная церковь — Священный Синод противостоящих (греч. Ιερά Σύνοδος των Ενισταμένων, также Синод противостоящих Православной церкви отеческого церковного календаря Греции, неофициальное название — Киприановский синод) — одна из неканонических старостильных греческих юрисдикций.
Известна достаточно либеральной для старостильных церквей экклезиологией; приверженцы нового стиля (новоюлианского календаря) принимаются через покаяние, признаются все Таинства, совершённые в новостильных церквях, но участвуют в них члены этой юрисдикции лишь в исключительных случаях.
Последний первоиерарх и председатель Священного Синода противостоящих — митрополит Оропосский и Филийский Киприан II (2013—2014).
Синод противостоящих находился в евхаристическом общении с Болгарской старостильной церковью, с Православной старостильной церковью Румынии и РПЦЗ митрополита Агафангела (Пашковского).
В марте 2014 года данная юрисдикция вошла в состав старостильного Хризостомовского синода.

## История
«Синод противостоящих» ИПЦ Греции был создан в 1984 году двумя иерархами распавшегося Каллистовского Синода — митрополитами Оропосским Киприаном (Куцумбасом) и Сицилийским Иоанном (Баскио). При этом Синод Противостоящих сохранил евхаристическое общение с Румынской старостильной церковью, которое установили иерархи Каллистовского Синода ещё в 1980 году.
В феврале 1986 года Синод архиепископа Хризостома лишил митрополита Киприана и членов его Синода духовного сана за учение, оправдывающее практику допущения к причастию новостильников («ибо он без проницательности преподает Святые Таинства нашей Церкви модернистам, раскольникам и экуменистам — новостильникам»), и за проповедь наличии у новостильников благодатных Таинств («потому что он отпал от Православной веры… и принял ложную и нечестивую веру экуменистов, именно ту, что схизматики-новостильники по-прежнему принадлежат к Святой, Кафолической и Апостольской Церкви, которая является единственной сокровищницей и подательницей благодати».
После падения коммунистического режима в Болгарии «Синод противостоящих» учредил на территории Болгарии Триадицкую епархию (Триадица — одно из древних названий Софии), несколько позднее преобразованную в независимую («автокефальную») Болгарскую Старостильную Православную Церковь (БСПЦ).
11 июля 1994 года году Русская православная церковь заграницей установила евхаристическое общение с Синодом противостоящих.
27 октября 2000 года на заседании Архиерейского Синода РПЦЗ было постановлено обратиться с увещательным письмом к митрополиту Оропосскому и Филийскому Киприану с тем чтобы он не открывал свои приходы на территории Грузинской Православной Церкви, тем более, что последняя осудила экуменизм и вышла из состава Всемирного Совета Церквей.
1 января 2003 года из «Синода противостоящих» ушёл митрополит Ангел (Анастасиу), вместе с которым в более консервативный «Каллиникитский» Синод перешли 12 священников и два женских монастыря, что значительно подорвало позиции «киприанитов» в Греции.
В результате грузино-осетино-российского конфликта Грузинская православная церковь потеряла физическую возможность архипастырского окормления Южноосетинской епархии. Обращение в Русскую Православную Церковь привело к закономерному отказу Московского патриархата нарушить каноническую территорию другой поместной церкви. Не видя другого выхода, священство южноосетинской епархии, ставшей жертвой межнационального конфликта, обратилось в Священный Синод противостоящих, признающий благодатность Православных Церквей. В результате осетинский священник Георгий (Пухатэ) принял архиерейское посвящение. В 2005 году была образована Аланская епархия.
В 2005 году на заседании Архиерейского синода Русской Зарубежной Церкви было принято решение о прекращении общения с «Синодом противостоящих» по причине вмешательства Синода митрополита Киприана в дела другой Поместной Церкви — в Осетии. Спустя две недели «Синод противостоящих» заявил о разрыве общения с Русской Зарубежной Церковью. Причиной этого решения был назван «новый курс» Синода Зарубежной Церкви «по отношению к синкретическому экуменическому движению», выразившийся в «шествии к „каноническому общению“ с Москвой». 21 февраля 2006 года Архиерейский Синод, рассмотрев последнее письмо митрополита Киприана (Куцумбаса) и «Синода противостоящих», в котором было объявлено, о прекращении всякого церковного общения с Русской Зарубежной Церковью в 2005 году, постановил признать общение с Синодом «противостоящих» прерванным, «что будет донесено до сведения Предстоятелей старостильных церквей Румынии и Болгарии».

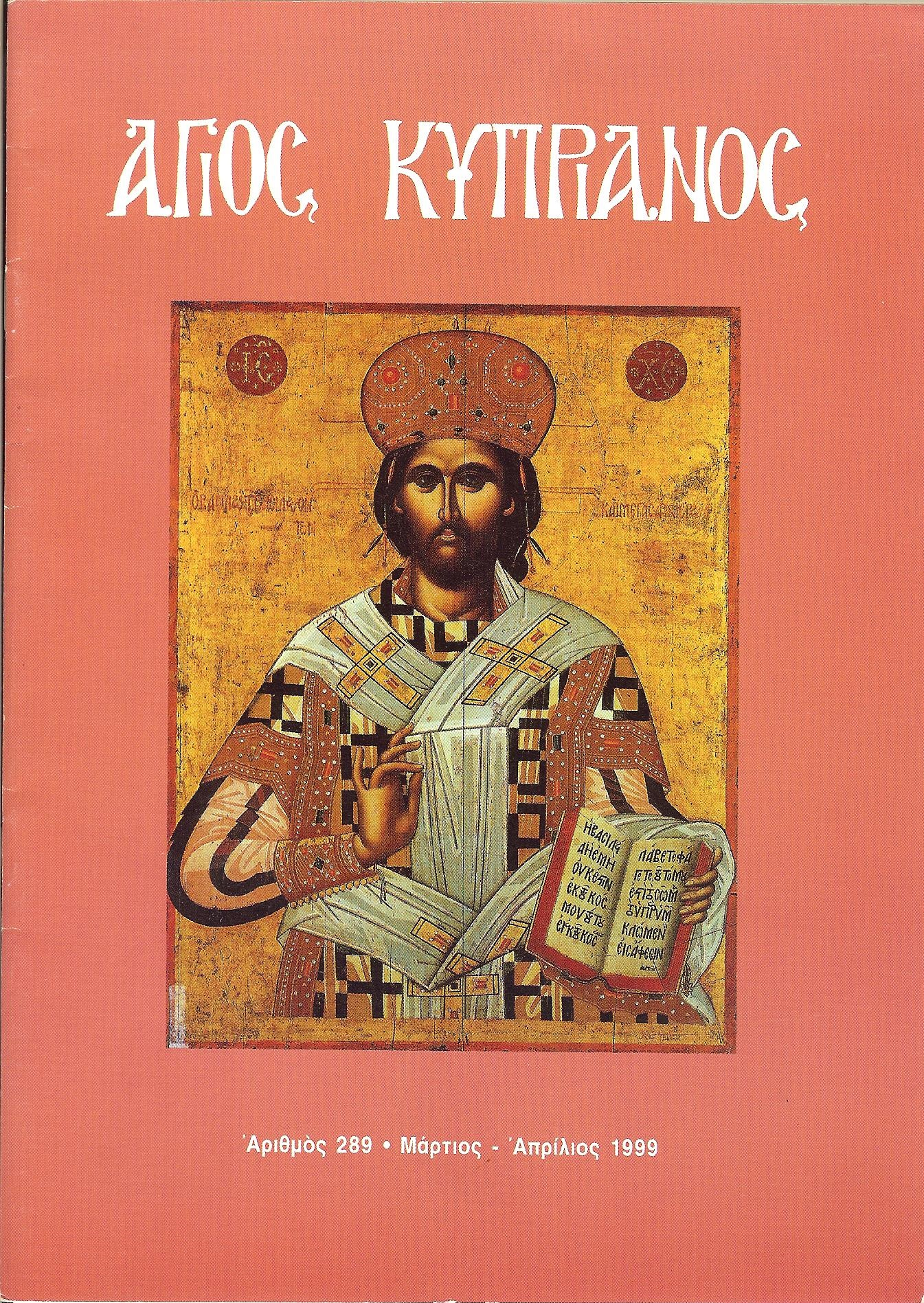
журнал «Айос Киприанос»

Глава Отдела Внешних Церковных Связей митрополит Кирилл в 2008 году сказал про киприановский «синод»: «Вся деятельность этого синода в отношении России направлена на ослабление Русской православной церкви».
Паства Синода Противостоящих в Африке (Кения, Заир, Конго) на конец 2000-х насчитывала более 30 тысяч верующих, которых окормляли 20 иереев и 5 диаконов.
Официальный орган Синода противостоящих — журнал «Айос Киприанос» (греч. Ἅγιος Κυπριανὸς), выходящий с 1977 года раз в два месяца. Три раза в год выходит также издание «᾿Ορθόδοξος ᾿Ενημέρωσις».
С 2008 года велись предварительные консультации об объединительном процессе с самым крупным объединением греков-старостильников — «Хризостомовским синодом». В конце ноября 2012 года хризостомовский и киприанитский Синоды завершили подготовительные процедуры для начала переговоров об объединении, что было отражено в совместном коммюнике. На прошедших с 16 января по 4 марта 2014 года заседаниях выработаны экклезиологические формулировки объединительного процесса.
5 (18) марта 2014 года произошло подписание соглашения об объединении структур ИПЦ Греции с Синодом противостоящих. В новообразованный Синод вошли девять митрополитом и одиннадцать епископов.
23 марта того же года в Свято-Николаевском монастыре в Пайания (Афины), принадлежащем «хризостомовскому» Синоду состоялось первое совместное богослужение иерархов объединённой юрисдикции. В праздничной Божественной литургии принимали участие председатели двух воссоединившихся Синодов ИПЦ Греции — «хризостомовского» Архиепископ Каллиник и «киприанитского» Митрополит Киприан II, а также первоиерарх РПЦЗ(А) Митрополит Агафангел (Пашковский), три епископа Румынской Старостильной Церкви — в сослужении примерно двух десятков иерархов и множества духовенства. Служба, как отмечает официальный сайт ИПЦ Греции, совершалась «с византийским размахом» и оставила у участников «предпасхальное ощущение». На богослужении присутствовали мощи первого председателя «хризостомовского» Синода — митрополита Флоринского Хризостома.

## Особенности вероучения
От всех остальных старостильников Синод Противостоящих отличается экклесиологией: митрополит Киприан считает ошибочной декларацию «старостильников» 1974 года, в которой новокалендарная Церковь объявляется безблагодатной. Сам Киприан считал новостильников погрешающей, но ещё не осуждённой частью единой Церкви и ссылается на ранние (1930-х гг.) заявления митрополита Флоринского Хризостома, основателя крупнейшей «старостильной» Церкви. Митрополит Киприан допускает новостильников к таинствам и разрешает исповедующимся у него молиться и в особых случаях причащаться в новостильных церквах. Митрополит Киприан признаёт наличие в Церкви «больных членов», исповедующих ересь, но при этом не отпадающих от единства вселенского Православия.
Данная позиция жёстко критиковалась со стороны прочих старостильных юрисдикций, которые именовали учение Синода противостоящих «ересью киприанизма» и «криптоэкуменической киприановской экклезиологией».
Взгляды митрополит Киприана, изложенные в 1985 году в «Экклезиологических тезисах», которые были опубликованы на греческом языке в 1985 году, а на русском — в 1993 году, был осуждены как лжеучение Синодом под председательством архиепископа Хризостома II, Матфеевсим Синодом под председательством архиепископа Андрея, Синодами РПЦЗ(В) в 2002 году, РПАЦ и РИПЦ в 2008 году, другими синодами.
По мнению Григория (Лурье): «схоластика покойного Митрополита Киприана никогда не была главным в его учении. Он всего лишь попытался догматизировать веру большинства греческих старостильников-флоринитов 1960-х и последующих годов. Эта вера не теоретическая, а „практическая“, — и именно потому она и не поддалась описанию в качестве системы догматики. Заключается она в том, что на словах необходимо делать самые жёсткие заявления относительно экуменистов-новостильников (обязательно настаивая на их безблагодатности), но при этом на практике смягчать крайнюю суровость теории правом не делать из неё никаких выводов и, там где это выгодно, закрывать глаза на причащение в храмах ИПЦ новостильников и тому подобные нарушения церковной дисциплины. Митрополит Киприан попытался сделать эту веру на словах чуть честнее, отказавшись от ритуальных заявлений о безблагодатности новостильников, — но тут-то он всё и испортил. Те, чью веру он на самом деле пытался выразить, вовсе не стали ему благодарны за разоблачение, а те, кто и на самом деле веровал иначе, получили удобную мишень для обличений. Киприанитской схоластикой давно уже больше всех тяготились сами киприаниты, и поэтому они поспешили от неё отойти сразу после смерти своего основателя».

### Миссии

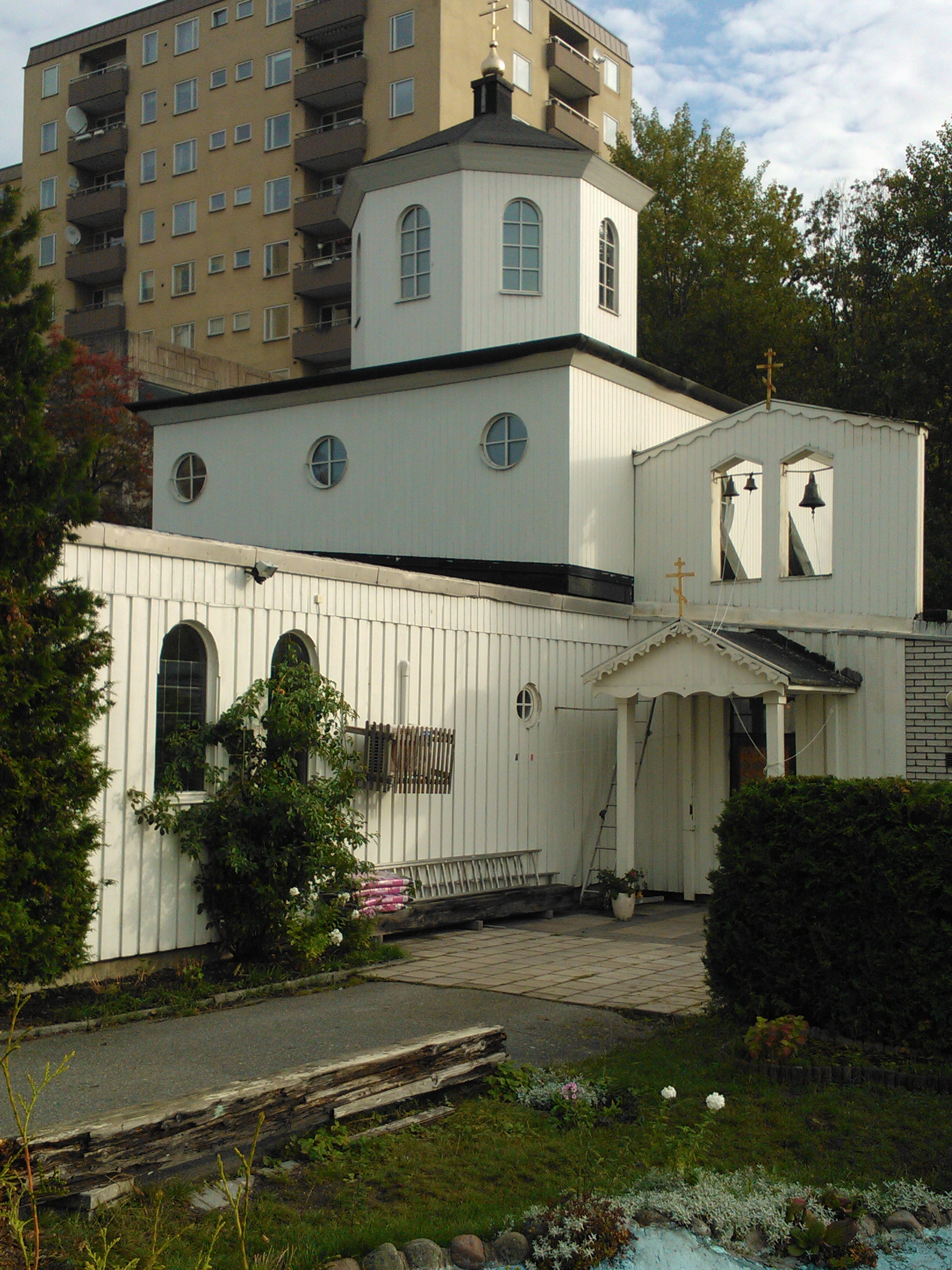
Церковь свв. Константина и Елены в Стокгольме.

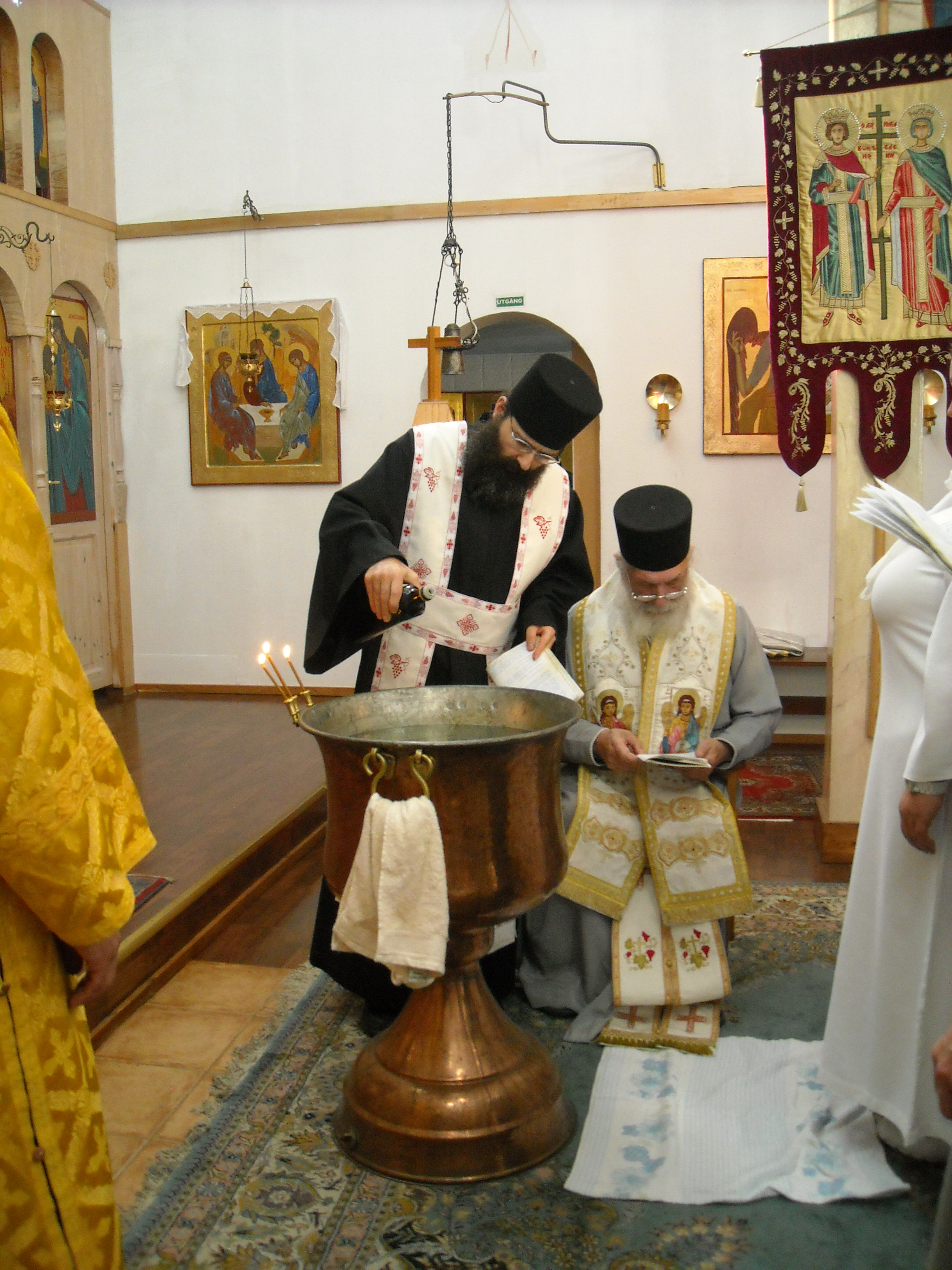
Церковь свв. Константина и Елены в Стокгольме. Епископ Иоанн (Дёрло)

## Современное состояние

### Епископат
На момент присоединения к Хризостомовскому Синоду в 2014 году епископат Синода Противостоящих Церкви ИПХ Греции состоял из следующих иерархов:
Председатель Синода
- Киприан (Гиулес), митрополит Оропосский и Филийский, Первоиерарх и Председатель Синода.

Члены Синода
- Хризостом (Гонсалес), архиепископ Этнийский
- Михаил (Пиредда), епископ Норский
- Силуан (Ливи), епископ Лунийский, Экзарх Синода Противостоящих в Италии
- Хризостом (Марласес), епископ Христианупольский, викарий Оропосско-Филийской епархии
- Авксентий (Чапмен), епископ Фотикийский, викарий Этнинской епархии
- Амвросий (Бэрд), епископ Мефонский, викарий Оропосско-Филийской епархии (временно управляющий Аланской епархией[30])

Секретарь Синода
- Климент (Пападопулос), епископ Гардикионский, викарий Оропосско-Филийской епархии

Прочие архиереи
- Георгий (Пухатэ), бывший епископ Аланский (с 19 мая 2011 года — на покое)

Бывшие архиереи
- Нифон (Кигунду), епископ Найроби и Кении (1986—1987) лишён сана
- Иоанн (Баскио), епископ Сицилийский, экзарх Италии (1984—2002) скончался
- Ангел (Анастасиу), митрополит Солунский (1997 — 1 января 2003)
- Симеон (Минихофер), епископ Лакедаимонии, экзарх Австрии (10 октября 1986—2007)
- Хризостом (Алемангос), епископ Сиднейский и Нового Южного Уэльса, экзарх Австралии (12 октября 1993 — †5 октября 2010) скончался
- Киприан (Куцумбас), митрополит Оропосский и Филийский (†2013)
- Иоанн (Дёрло), епископ Макариупольский, экзарх Швеции (12 марта 2000 — 18 марта 2014), на покое, †18 июля 2020